# Koki Anzai
Koki Anzai (n. 31 mai 1995, Prefectura Hyōgo, Japonia) este un fotbalist japonez.
Anzai a debutat la echipa națională a Japoniei în anul 2019.

## Statistici
| Japonia | Japonia | Japonia |
| An      | Meciuri | Goluri  |
| ------- | ------- | ------- |
| 2019    | 4       | 0       |
| 2020    | 1       | 0       |
| Total   | 5       | 0       |